# 尹建兴
尹建兴（?—?），十六国时天水（治今甘肃省天水市）人，西凉李暠属下的左长史。
尹建兴和李暠的尹夫人出自同族，397年，吕光属下建康郡太守段业背叛吕光，自称凉州牧，建立北凉。任命李暠为安西将军、敦煌郡太守，领护西胡校尉，尹建兴担任他的司马。北凉右卫将军、敦煌太守索嗣攻打李暠，李暠于是派儿子李歆、李让与张邈、宋繇、尹建兴等作战，大破索嗣，索嗣逃回张掖。400年，尹建兴、索仙等人又推李暠为凉公、领秦凉二州牧，建立西凉政权，李暠授唐瑶为征东将军，郭谦为军谘祭酒，索仙为左长史，张邈为右长史，尹建兴为左司马，张体顺为右司马。